# یوگا (خرمشهر)
یوگا نام روستایی در اطراف خرمشهر است که مستندی از آن نیز به زبان عربی مردم خرمشهر در بی‌بی‌سی فارسی پخش شد.